# Pártvezető
Egy kormányzati rendszerben a párt vezetője politikai pártjának hivatalos képviselőjeként jár el, akár a törvényhozás, akár a választók előtt. Országtól függően a köznyelvben a politikai párt „vezetőjeként” emlegetett személy hivatalosan lehet pártelnök, titkár vagy a legmagasabb politikai tisztségviselő.
A pártvezető gyakran felelős a párt és a közvélemény kapcsolatának irányításáért és a politikai riválisokkal szembeni verseny vezetéséért, hasonlóan a párt szóvivőjének szerepéhez. Mint ilyen, vezető szerepet vállal a pártprogramok kidolgozásában és a választók felé történő kommunikációjában.
Számos képviseleti demokráciában a pártvezetők közvetlenül versenyeznek a magas politikai tisztségekért. Ezért az ilyen államokban (különösen a westminsteri rendszerben) jellemző, hogy a párt vezetője a törvényhozásba való bejutásért folyamodik, és megválasztása esetén egyúttal a párt parlamenti vezetője is. Számos parlamentáris rendszert alkalmazó országban, ha a pártvezető politikai pártja az általános választások után a parlamenti mandátumok többségével kerül be a parlamentbe, ha egy koalíciós kormány vezető pártja, vagy (bizonyos esetekben) a legnagyobb párt egy kisebbségi parlamentben, akkor a párt vezetője gyakran a miniszterelnöki tisztséget is betölti. Így a parlamentáris rendszert alkalmazó számos ország politikájában a politikai párt vezetőjét a média és a közvélemény de facto miniszterelnök-jelöltként kezeli, még akkor is, ha az említett tisztséget technikailag nem közvetlenül választják.
A politikai párt vezetőjének vagy elnökének – a párt alapító okiratának megfelelően – nem kell a törvényhozás megválasztott tagjának lennie, és ezért különbözhet a párt parlamenti bizottságának vezetőjétől.
Ez sokkal nehezebb az elnöki és félelnöki rendszerekben, ahol a legfőbb végrehajtó egy elnök, akit csak különleges vádemeléssel lehet eltávolítani (jellemzően a törvényhozás szupertöbbségével, alkotmánybírósági vizsgálattal vagy mindkettővel), és az eltávolítás vagy előrehozott választást, vagy az alelnök automatikus hivatalba lépését vonja maga után; ezért a párt de jure belső vezetője vagy háttérszerepet tölt be (mint például az Egyesült Államokban a demokrata és a republikánus pártok elnökei, akik inkább a saját politikai pártjuk legfőbb igazgatási tisztviselői), vagy a vezetést automatikusan a párthoz tartozó hivatalban lévő elnökre ruházzák (mint például Tajvanon a Demokratikus Progresszív Párt). A westminsteri rendszert alkalmazó országokban a kormányon kívüli legnagyobb politikai párt vezetője tölti be az ellenzék vezetőjének szerepét.

## Fordítás
Ez a szócikk részben vagy egészben  a   Party leader című angol Wikipédia-szócikk ezen változatának fordításán alapul.  Az eredeti cikk szerkesztőit annak laptörténete sorolja fel. Ez a jelzés csupán a megfogalmazás eredetét és a szerzői jogokat jelzi, nem szolgál a cikkben szereplő információk forrásmegjelöléseként.